# ジョージ・キャンベル (第6代アーガイル公爵)
第6代アーガイル公爵ジョージ・ウィリアム・キャンベル（英: George William Campbell, 6th Duke of Argyll, GCH, PC、1768年9月22日 - 1839年10月22日）は、イギリスの政治家、貴族。

## 経歴
1768年9月22日、第5代アーガイル公爵ジョン・キャンベルの次男として生まれる。母はその妻の初代ハメルドンのハミルトン女男爵エリザベス。兄ジョージは早世していたため、嫡男としての出生だった。弟に第7代アーガイル公爵位を継承するジョンがいる。また異父兄に第7代ハミルトン公爵となるジェイムズ・ハミルトン、第8代ハミルトン公爵となるダグラス・ハミルトンがいる。
1790年から1796年までセント・ジャーマンズ選挙区から選出されてホイッグ党の庶民院議員を務めた。
1799年8月2日に異父兄で男子のない第8代ハミルトン公爵・第2代ハメルドンのハミルトン男爵ダグラス・ハミルトンが死去したため、第3代ハメルドンのハミルトン男爵位（グレートブリテン貴族）を継承し、貴族院議員に列した。
1800年から1839年までアーガイルシャー知事を務める。
1822年から1824年にかけてフリーメイソンのスコットランド・グランドロッジ・グランドマスターを務めた。
1827年から1828年と1830年から1839年にかけてスコットランド国璽尚書を務めた。
1833年から1834年と1835年から1839年まで家政長官を務め、ウィリアム4世とヴィクトリア女王に仕えた。1833年には枢密顧問官に列する。
1839年10月22日、スコットランド・アーガイルシャー・インヴァレリー城で死去。爵位は弟ジョンが継承した。

## 栄典

### 爵位
- 1799年8月2日、第3代ハメルドンのハミルトン男爵（1776年創設グレートブリテン貴族爵位）
- 1806年5月24日、第6代アーガイル公爵（1701年創設スコットランド貴族爵位）
- 1806年5月24日、第6代キンタイア＝ローン侯爵（1701年創設スコットランド貴族爵位）
- 1806年5月24日、第15代アーガイル伯爵（1457年創設スコットランド貴族爵位）
- 1806年5月24日、第6代キャンベル＝コウォール伯爵（1701年創設スコットランド貴族爵位）
- 1806年5月24日、第6代ロッコウ＝グレニーレ子爵（1701年創設スコットランド貴族爵位）
- 1806年5月24日、第16代キャンベル卿（1445年創設スコットランド貴族爵位）
- 1806年5月24日、第15代ローン卿（1470年創設スコットランド貴族爵位）
- 1806年5月24日、第9代キンタイア卿（1626年創設スコットランド貴族爵位）
- 1806年5月24日、第6代インヴァレリー卿（1701年創設スコットランド貴族爵位）
- 1806年5月24日、第2代サンドリッジ男爵（1766年創設グレートブリテン貴族爵位）[3]

### 勲章
- 1833年、ロイヤル・ゲルフ勲章（英語版）ナイト(GCH)[3]

## 家族
1810年11月、第4代ジャージー伯爵ジョージ・ヴィリアーズの娘キャロラインと結婚したが、子供はできなかった。